# Чина зігнута
Чина зігнута, горошок зігнутий, горошок зігнений (Lathyrus incurvus (Roth) Willd.) — рослина з роду чина, родини бобових.

## Загальна біоморфологічна характеристика
Багаторічна рослина 40-80 см заввишки. Стебла прямостоячі або трохи висхідні, чотиригранні, по обидва боки ребристі, по двох інших — вузькокрилі, крила часто мають війки. Прилистки напівстрілоподібні, 0,5-2,5 см завдовжки. Черешки короткі. Листова вісь дугообразно зігнута, закінчується гіллястим вусиком. Листок складається з 4-5 пар довгасто-ланцетних тупих листочків 1,5-5 см завдовжки, 6-15 (20) мм завширшки, з добре вираженими сітчастими жилками і вістрям на кінці. Знизу листя сіро-зелені, слабо опушені. Квітконоси слабогранисті, майже однакової довжини з листям. Суцвіття — негуста китиця з 8-12 квітками. Приквітки дрібні, шилоподібні. Квітконіжки потовщені, довше чашечки. Квітки однакової довжини з чашкою. Чашечка трубчасто-дзвоникова, гола, з помітними жилками. Зубці чашечки коротше трубки, загострені, трикутно-ланцетні, нижній — найдовший, верхні — найкоротші. Віночок брудно-ліловий. Прапор 13-15 мм завдовжки, поступово звужений в широкий нігтик. Крила зігнуті, трохи коротше прапора, на вузькому короткому нігтику. Човник однакової довжини з крилами, по нижньому краю зігнутий майже під прямим кутом, на вузькому довгому нігтику. Стовпчик від основи зігнутий під прямим кутом, голий, догори злегка розширюється. Боби довгасто-лінійні, злегка зігнуті, 3-3,5 см завдовжки і близько 5-5,5 мм завширшки. Стулки бобів з косим сітчастим жилкуванням. Насіння кулясте, гладеньке. Рубчик становить близько 1/3 окружності насінини. Цвіте в червні, плодоносить у липні-серпні. Запилюється комахами.
Число хромосом — 2n = 14.

## Екологія
Росте на луках, серед чагарників, по берегах озер, нерідко — на засолених ґрунтах.

## Поширення

### Природнийареал
- Азія
  - Західна Азія: Іран; Туреччина
  - Кавказ: Вірменія; Азербайджан; Грузія; Російська Федерація — Чечено-Інгушетія, Дагестан, Кабардино-Балкарія, Карачаєво-Черкесія, Краснодарський край, Північна Осетія, Ставропольський край
  - Середня Азія: Казахстан
- Європа
  - Східна Європа: Росія — Астрахань, Калмикія, Оренбурзька область, Ростовська область, Саратовська область, Ульяновська область, Волгоградська область, Воронезька область; Україна (вкл. Крим)

## Використання та господарське значення
Хороша кормова рослина, добре поїдається худобою, перспективна для використання як кормова культура на засолених територіях.

## Охорона у природі
Входить до Офіційного переліку регіонально рідкісних рослин Дніпропетровської області.